# Łaziska Średnie
Łaziska Średnie (niem. Mittel Lazisk) – dzielnica (część miasta) Łazisk Górnych.
W miejscowości jest stacja kolejowa Łaziska Średnie.

## Historia

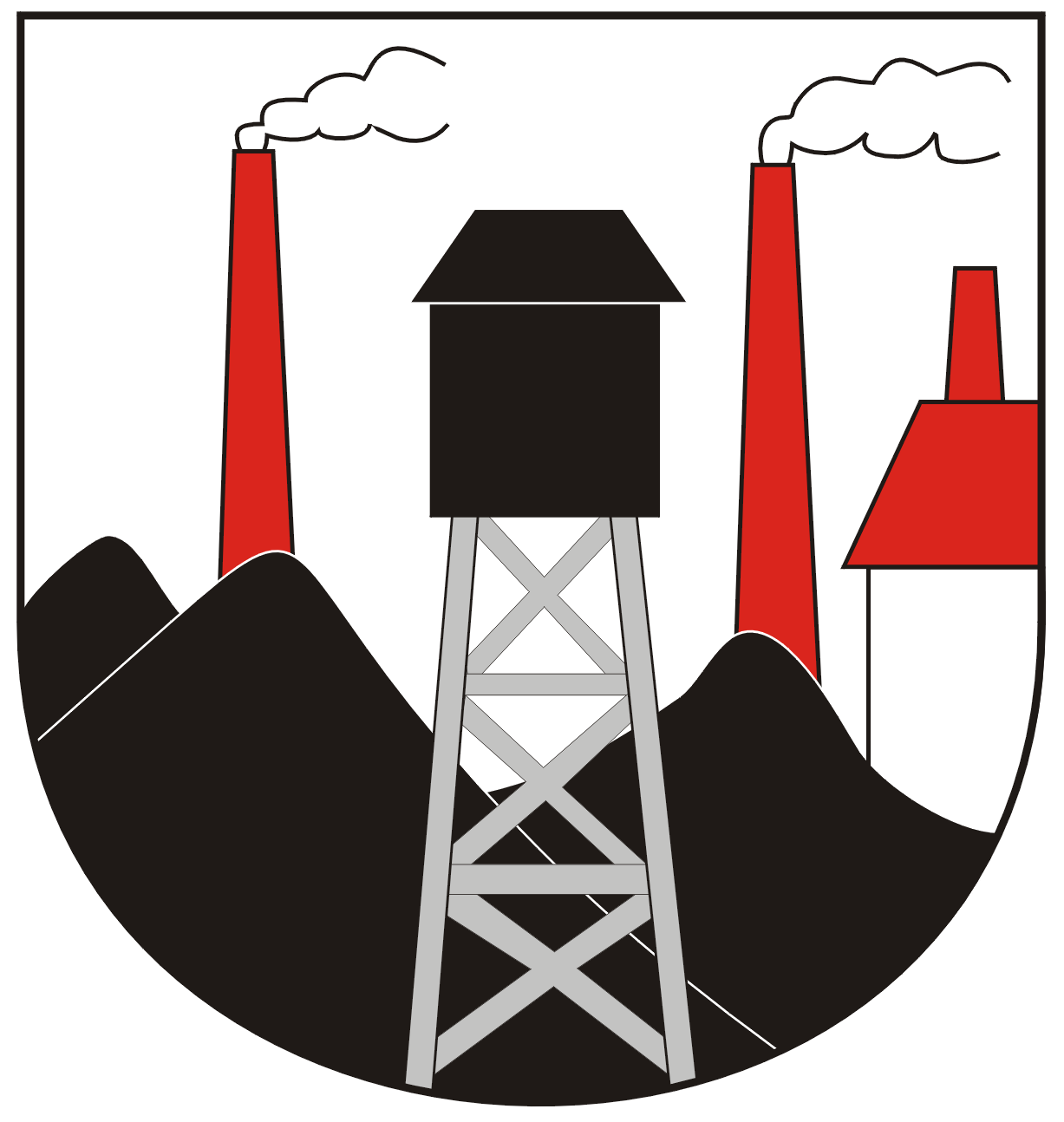
Przedwojenny herb Łazisk Średnich – współczesna wersja kolorowa

Pierwsza wzmianka notowana w 1287 r. Jest to najstarsza dzielnica Łazisk, założona na terenach zwanych łazami lub łysinami. Przez wiele lat była w rękach szlacheckich, dopiero w 1814 r. została włączona do własności władców pszczyńskiego państwa stanowego. W XVI w. posiadający wieś ród Zawadzkich i większość mieszkańców przyjęła ewangelicyzm. W kolejnym stuleciu Zawadzcy ufundowali w Łaziskach drewniany kościół, który jednak nie zachował się nawet do następnego wieku. Dzielnica ta leży na styku dwóch krain geograficznych: Garbu Mikołowskiego (część Wyżyny Śląsko - Krakowskiej) i Kotliny Oświęcimskiej.  
W alfabetycznym spisie miejscowości na terenie prowincji śląskiej wydanym w 1830 r. we Wrocławiu przez Johanna Knie wieś występuje pod niemiecką nazwą Mittel Lazisk.
W XIX w. na charakter osady wpłynęły bogate złoża węgla kamiennego i ich eksploatacja. Słownik geograficzny Królestwa Polskiego i innych krajów słowiańskich wymienia w 1884 5 działających w Łaziskach Średnich kopalń - Martha-Valesca (Waleska), Herzogin-Auguste, Gottmituns (Szczęść Boże), Trautscholtsegen i Bonaparte. W miejscowości stało 69 budynków, w tym 58 domów mieszkalnych, szkoła i młyn. W 1910 spis wykazał w gminie 1406 mieszkańców, a w obszarze dworskim 373
Podczas plebiscytu w 1921 r. 580 mieszkańców głosowało za Polską, a 166 za Niemcami.
Do dziś pracuje kopalnia "Bolesław Śmiały".
W latach 1945–1954 siedziba gminy Łaziska Średnie. W 1954 r. powołano gromadę Łaziska Średnie, ale zanim zaczęła funkcjonować zniesiono ją powołując osiedle funkcjonujące do końca 1972, od 1973 część Łazisk Górnych.
Przekształcenie gromady w osiedle sprawiło, że pozostałe miejscowości gromady (Łaziska Dolne) stały się integralną częścią osiedla

## Zabytki
- Nieistniejący już pałac w Łaziskach Średnich. Znajdował się w miejscu, gdzie dziś wybudowane zostało osiedle ks. Głowińskiego; do rejestru zabytków wpisany jest teren dawnego parku pałacowego[7]
- Pomnik (kapliczka) św. Jana Ewangelisty
- kościół parafialny z lat 1937-1940 w stylu modernistycznym,
- budynek gimnazjum nr 3 z lat 1928-1930, wybudowanego w stylu funkcjonalistycznym.

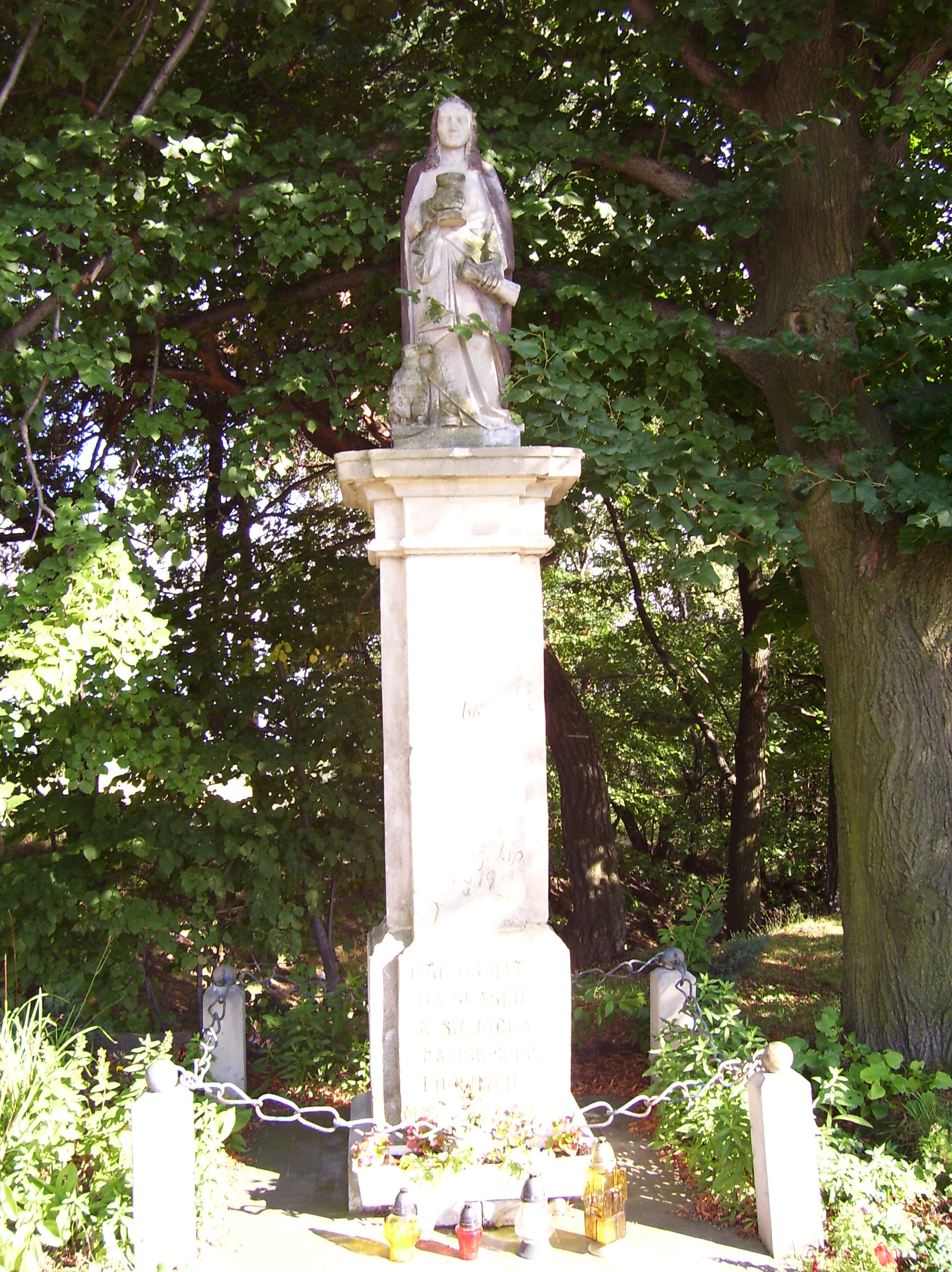
Kapliczka św. Jana

## Wspólnoty wyznaniowe
- Kościół rzymskokatolicki:
  - parafia Męczeństwa Św. Jana Chrzciciela
- Świadkowie Jehowy:
  - zbór, Sala Królestwa[8]